# Cudmore Creek
Cudmore Creek är ett vattendrag i Kanada.   Det ligger i provinsen Ontario, i den östra delen av landet, 900 km nordväst om huvudstaden Ottawa.